# Gerpinnes
Gerpinneslà một đô thị ở tỉnh Hainaut. Tại thời điểm ngày 1 tháng 1 năm 2006, đô thị này có dân số 12.030 người. Tổng diện tích là 47,10 km², với mật độ dân số 255 người trên mỗi km².
Các làng và thị trấn:
- Acoz
- Gougnies
- Joncret
- Loverval
- Villers-Poterie